# 68218 Нілгалт
68218 Нілгалт (68218 Nealgalt) — астероїд головного поясу, відкритий 12 лютого 2001 року.
Тіссеранів параметр щодо Юпітера — 3,230.